# Stade Geoffroy-Guichard
Stadionul Geoffroy-Guichard este un stadion multisportiv din Saint-Étienne, Franța, construit în 1930-1931 și renovat în 1998 și în 2016, cu o capacitate de 42.000 de locuri.
Principalul beneficiar este club AS Saint-Étienne, care evoluează în Ligue 1. Este denumit după Geoffroy Guichard, fondator al grupului de distribuție Casino, care a cumpărat initial terenul. Este poreclit „Cazanul” (în franceză le Chaudron) din cauza atmosferei spectaculoase create de suporterii clubului.
Arena avea o formă dreptunghiulară. Este de tip „englezesc”, cu patru tribune separate:
- Tribuna Charles Paret (tribuna nord): 8.541 de locuri
- Tribuna Jean Snella (tribuna sud): 8.767 de locuri
- Tribuna Pierre Faurand (tribuna vest său tribuna oficială): 7.993 de locuri, inclusiv 18 loje și 1.200 de locuri VIP
- Tribuna Henri Point (tribuna est său tribuna laterală): 10.315 de locuri, including 1.200 de locuri pentru suporterii în deplasare

Stadionul a fost gazdă pentru Campionatul European de Fotbal 1984, Campionatul Mondial de Fotbal 1998, Cupa Mondială de Rugby 2007 și Campionatul European de Fotbal 2016.

## Legături externe
- en  Site-ul oficial
- en  Stade Geoffroy-Guichard pe stadiumguide.com